# Abram, England
Abram är en ort i distriktet Wigan, Storbritannien. Den ligger i grevskapet Greater Manchester och riksdelen England, i den centrala delen av landet, 280 km nordväst om huvudstaden London. Abram ligger 38 meter över havet och antalet invånare är 10 074.
Terrängen runt Abram är platt. Runt Abram är det mycket tätbefolkat, med 1 095 invånare per kvadratkilometer. Närmaste större samhälle är Wigan, 3,2 km nordväst om Abram. Trakten runt Abram består i huvudsak av gräsmarker.